# 4162 SAF
4162 SAF је астероид главног астероидног појаса са пречником од приближно 23,31 .
Афел астероида је на удаљености од 3,220 астрономских јединица (АЈ) од Сунца, а перихел на 2,450 АЈ.
Ексцентрицитет орбите износи 0,135, инклинација (нагиб) орбите у односу на раван еклиптике 14,241 степени, а орбитални период износи 1743,969 дана (4,774 године).
Апсолутна магнитуда астероида је 11,80 а геометријски албедо 0,062.
Астероид је откривен 24. новембра 1940. године.